# Сангтеппа
Сангтеппа (тадж. Сангтеппа; до 2024 года — Кумшох) — село в Хатлонской области Республики Таджикистан. 
Входит в состав джамоата (сельской общины) им. Худойназара Холматова Шахритусского района.
Находится на расстоянии 3 км от райцентра (пгт. Шахритус) и 3 км от центра джамоата (село Кахрамон).
Название села означает «каменистый холм».
Население — 2903 чел. (2017).